# Colón Fútbol Club
O Colón Fútbol Club é um clube de futebol uruguaio com sede na cidade de Montevidéu. Tem sua fundação datada em 12 de março de 1907 e uma história vitoriosa nos escalões mais baixos do cenário nacional.
O clube também desempenhou participações em competições de basquetebol e futebol feminino, sendo mais proeminente neste último pelo qual detém quatro títulos do Campeonato Uruguaio.

## História
O Colón foi fundado em 12 de março de 1907 no bairro Brazo Oriental, em Montevidéu. Nas primeiras décadas de atividades obteve campanhas destacadas em escalões mais baixos do futebol uruguaio, incluindo os quatro títulos da Divisão Intermediária. Mais tarde, triunfou também na Segunda División Profesional, conquistas obtidas nos anos de 1964 e 1982.
O ano de 2000 foi marcado pelo segundo título da Segunda División Amateur, que era denominada na época "Liga Metropolitana Amateur". A conquista também elevou o clube para a Segunda División Profesional, escalão pelo qual permaneceu por quatro temporadas consecutivas até que questões econômicas e desacordos com a entidade organizadora interromperam as atividades do clube. O retorno do Colón foi anunciado em 2009, ingressando novamente na Segunda División Amateur. Um ano depois foi campeão do torneio Apertura e, consequentemente, conquistou uma vaga na decisão do torneio, mas acabou derrotado pelo Villa Teresa.[carece de fontes?] Entre 2017 e 2020, a equipe obteve boas campanhas no escalão; contudo, foi derrotada nas três decisões alcançadas: Albion (2017), Bella Vista (2018) e Uruguay Montevideo (2020).

## Estádios
O Colón costuma mandar seus jogos no estádio Parque Doctor Carlos Suero, local que atende um público superior a duas mil pessoas e se situa no bairro Casavalle, em Montevidéu.

## Títulos
- Segunda División Profesional (2): 1964 e 1982.[1]
- Divisão Intermediária (4): 1925, 1927, 1931 e 1954.[1]
- Segunda División Amateur (2): 1988 e 2000.[1]
  - Apertura: 2010-11.[carece de fontes?]
  - Clausura: 2017.[8]

## Outros esportes

### Futebol feminino
O Colón iniciou sua trajetória no futebol feminino em 2009, ano pelo qual disputou o campeonato nacional pela primeira vez. Pelo mesmo torneio, o clube conquistou o tetracampeonato nos anos de 2013, 2014, 2015 e 2016. Os títulos nacionais qualificaram a equipe para a Copa Libertadores, competição pela qual estreou na edição de 2014. A melhor campanha do clube no torneio internacional aconteceu em 2016, quando foi eliminado nas semifinais e derrotado na decisão do terceiro lugar para o Foz Cataratas.

#### Títulos
- Campeonato Uruguaio (4): 2013,[9] 2014,[10] 2015[11] e 2016.[12]